# Landesärztekammer Baden-Württemberg
Die Landesärztekammer Baden-Württemberg hat ihren Sitz in Stuttgart-Degerloch. Die Ärztekammer betreut rund 70.000 Ärztinnen und Ärzte in Baden-Württemberg.

## Geschichte
Mit der Gründung des Südweststaates und dem Heilberufe-Kammergesetz für Baden-Württemberg vom 21. Oktober 1953 schlossen sich die vier selbständigen Ärztekammern (Süd-)Baden, Nordbaden, Nordwürttemberg und Südwürttemberg 1954 zur Landesärztekammer Baden-Württemberg zusammen. Die beiden badischen Ärztekammern sind heute als Bezirksärztekammern rechtlich unselbständige Gliederungen der Landesärztekammer Baden-Württemberg. Seit 23. Februar 2019 ist Wolfgang Miller amtierender Präsident.

## Aufgaben
Als Körperschaft des öffentlichen Rechts ist es Aufgabe der Landesärztekammer Baden-Württemberg, auf der Grundlage des Heilberufe-Kammergesetzes die beruflichen Belange ihrer Mitglieder wahrzunehmen. Sie ist Träger der ärztlichen Selbstverwaltung und hat ihren Sitz in Stuttgart. Hinzu kommen vier Bezirksärztekammern in den Regierungsbezirken. Zu den wichtigsten Aufgaben der Landesärztekammer Baden-Württemberg zählen:
den Gesundheitsschutz der Bevölkerung zu fördern und mit anderen Gesundheitsberufen zu kooperieren
die Berufsinteressen der Ärztinnen und Ärzte wahrzunehmen sowie Politik und Verwaltung zu beraten
die ärztliche Weiterbildung zu überwachen und zu fördern
die ärztliche Fortbildung zu fördern
Maßnahmen zur Qualitätssicherung der ärztlichen Berufsausübung zu entwickeln und anzuwenden: die Erfüllung der Berufspflichten der Mitglieder zu überwachen und eine Berufsgerichtsbarkeit einzusetzen
das Ausbildungswesen der Medizinischen Fachangestellten zu organisieren

## Mitglieder
Der Landesärztekammer Baden-Württemberg gehören rund 70.000 Ärztinnen und Ärzte als Mitglieder an (Stand: 1. Mai 2020). Rund 20.300 Kammermitglieder sind im ambulanten und ca. 26.200 im stationären Bereich tätig. Außerhalb dieser Bereiche arbeiten etwa 4.900 Ärztinnen und Ärzte. Rund 18.000 Kammermitglieder sind im Ruhestand bzw. ohne ärztliche Tätigkeit.
Bezirksärztekammern
- Nordwürttemberg
- Nordbaden
- Südbaden
- Südwürttemberg

## Albert-Schweitzer-Medaille
Mit ihrer Albert-Schweitzer-Medaille ehrt die Landesärztekammer Baden-Württemberg seit 1965 Ärztinnen und Ärzte für besondere Verdienste um den ärztlichen Berufsstand, die medizinische Wissenschaft und die Gesundheit der Bevölkerung. Zu den bisherigen Empfängern der Medaille zählen Hedwig Dinkel (1976), Gisela Enders (1999), Joachim Koch (1999), Wolfgang Mangold (2001), Michael Steinhausen (2006) und Michael Bamberg (2023).